# Cerro Wawashang
Cerro Wawashang är ett 2 315 km2 stort naturreservat i östra Nicaragua, samt ett 653 meter högt berg i naturreservatets sydvästra hörn. Reservatet är ett svårgenomträngligt djungelparadis.

## Geografi
Naturreservatet ligger mestadels i kommunerna Laguna de Perlas och El Tortuguero, men det sydvästra hörnet ligger i El Rama och Kukra Hill. Reservatets gräns utgörs av Pärllagunen i öster, Río Kurinwás i norr och väst, samt Río Patch i söder.